# Route nationale 386
Die Route nationale 386, kurz N 386 oder RN 386 war von 1933 bis 1973 eine französische Nationalstraße, die von der N51 nördlich von Épernay nach Fismes führte. Nach 1973 wurde Nummer erneut verwendet, indem man die N184A in N386 umnummerierte. 1992 erfolgte die Herabstufung dieser Straße zur D386.